# San Cesario sul Panaro
San Cesario sul Panaro är en ort och kommun i provinsen Modena i regionen Emilia-Romagna i Italien. Kommunen hade 6 513 invånare (2018).